# Operace Varsity
Operace Varsity (anglicky Operation Varsity) byla britsko-americká vzdušná operace, jež se uskutečnila 24. března 1945 v rámci bojů na západní frontě během druhé světové války. Zúčastnilo se jí přes 16 000 výsadkářů a několik tisíc letadel. Jednalo se o největší a zároveň jedinou vzdušnou operaci v historii, která se uskutečnila v průběhu jediného dne a v jedné lokalitě.
Varsity byla součástí operace Plunder, během níž měla britská 21. armádní skupina pod velením polního maršála Bernarda Montgomeryho překročit řeku Rýn a vstoupit do severního Německa. Úkol operace Varsity spočíval ve vysazení jednotek britské 6. výsadkové divize a americké 17. výsadkové divize na východním břehu Rýna, kde měli jejich příslušníci zajistit důležité opěrné body v okolí měst Hamminkeln a Wesel a umožnit tak 21. armádní skupině hladký přechod řeky. I přes drobné nedostatky při vlastní akci byl tento úkol úspěšně splněn.
Obě spojenecké divize sice dohromady ztratily asi 2000 mužů, ale jejich příslušníci zajali asi 3000 německých vojáků. Skutečný počet německých obětí není znám.